# Zwischengewinn
Zwischengewinn ist
- der innerhalb eines Konzerns durch den Leistungsaustausch der Konzernunternehmen untereinander erwirtschaftete Gewinn. Ein Konzerngewinn entsteht erst, wenn Konzernleistungen den Konzern verlassen. Die Einheitstheorie verlangt im Hinblick auf das Realisationsprinzip, dass Gewinne aus Lieferungen von Konzernunternehmen erst dann erfolgswirksam berücksichtigt werden können, wenn der Empfänger der Lieferung nicht wieder ein Konzernunternehmen ist. Dem tragen die § 304, § 310 Abs. 2 HGB in Verbindung mit § 292a HGB durch die Pflicht zur Eliminierung von Zwischengewinnen Rechnung. Aus Wirtschaftlichkeitserwägungen hat der Gesetzgeber die Zwischengewinneliminierung weitgehend auf das Umlaufvermögen beschränkt; bei Anlageposten ist eine Eliminierung nur erforderlich, wenn diese nicht marktüblich konzernintern erworben wurden. Die Zwischengewinneliminierung bedeutet eine Korrektur des Konzern-Eigenkapitals. Dabei ist es vielfach üblich, die Zwischengewinne zu Lasten des Bilanzergebnisses zu verrechnen.

Die IAS/IFRS behandeln diese Thematik in IFRS 10.B86, "Consolidation procedures". Ausgehend vom grundlegenden Vorgehen bei der Konsolidierung wird durch Addition des Einzelabschlusses des Mutterunternehmens und der Tochterunternehmen ein Summenabschluss erstellt. Dabei werden Minderheiten am Kapital per Erwerb ausgewiesen. Nach der Kapitalkonsolidierung werden alle konzerninternen Salden, Transaktionen, Gewinne und Aufwendungen in voller Höhe eliminiert (Schuldenkonsolidierung, Aufwands- und Ertragseliminierung, Zwischengewinneliminierung). Es erfolgt keine Unterscheidung mehr zwischen Minderheiten- oder Mehrheitenanteilen am Gewinn bzw. den Gewinnreserven (wird auch als Einheitstheorie 2 bezeichnet).
- die im Preis eines Investmentanteils enthaltenen Zinsen und Zinsansprüchen. Der Zwischengewinn unterlag bis einschließlich 2017 der Abgeltungsteuer. Bis dahin musste die Fondsgesellschaft den Teil des Ertragszuwachses, der aus Zinserträgen und Zinsansprüchen resultiert, börsentäglich als Zwischengewinn gesondert ermitteln und veröffentlichen. Der Käufer von Investmentanteilen konnte den gezahlten Zwischengewinn als negative Einnahme steuermindernd ansetzen, der Verkäufer musste den erhaltenen Zwischengewinn als Kapitalertrag versteuern.

Zum 1. Januar 2018 wurde die gesonderte Ermittlung und Versteuerung des Zwischengewinns mit dem neuen Investmentsteuergesetz abgeschafft.